# Weidman
Weidman é uma Região censo-designada localizada no estado americano de Michigan, no Condado de Isabella.

## Demografia
Segundo o censo americano de 2000, a sua população era de 879 habitantes.

## Geografia
De acordo com o United States Census Bureau tem uma área de
15,0 km², dos quais 14,3 km² cobertos por terra e 0,7 km² cobertos por água. Weidman localiza-se a aproximadamente 264 m acima do nível do mar.

## Localidades na vizinhança
O diagrama seguinte representa as localidades num raio de 20 km ao redor de Weidman.